# Margarethe von Trotta
Margarethe von Trotta (* 21. února 1942, Berlín) je německá filmová režisérka, scenáristka a herečka. Je představitelkou hnutí Neuer Deutsche Film a feministického filmu. Hlavním tématem jejích snímků jsou vztahy mezi ženami, často sesterské, ale i přátelské, nebo osudy silných reálných žen (Hannah Arendtová, Rosa Luxemburgová, Hildegarda z Bingenu). V letech 1971–1991 byla manželkou režiséra Volkera Schlöndorffa, s nímž také úzce spolupracovala, natočili spolu zejména film Ztracená čest Kateřiny Blumové. V roce 1981 získala hlavní cenu Zlatého lva na Benátském filmovém festivalu za snímek Olověná doba. Zároveň na stejné akci obdržela i cenu FIPRESCI. Natočila i dokumentární film Hledání Ingmara Bergmana (2018) a jednu epizodu seriálu Místo činu (2007).

## Filmografie

### Celovečerní hrané filmy - režie
- Ztracená čest Kateřiny Blumové (1975) - s Volkerem Schlöndorffem
- Druhé probuzení Christy Klagesové (1978)
- Sestry aneb Rovnováha štěstí (1979)
- Olověná doba (1981) - i scénář
- Heller Wahn (1983)
- Rosa Luxemburg (1986) - i scénář
- Strach a láska (1988)
- Felix (1988)
- L'Africana (1990) - i scénář
- Il lungo silenzio (1993)
- Das Versprechen (1995)
- Rosenstrasse (2003)
- Jsem ta druhá (2006)
- Vize - Život Hildegardy z Bingenu (2009)
- Hannah Arendt (2012) - i scénář
- Die abhandene Welt (2015) - scénář
- Forget About Nick (2017)

### Celovečerní hrané filmy - scénář
- Rána z milosti (1976)
- Die Fälschung (1981)